# Фінн Мальмгрен
Фінн Адольф Ерік Юхан Мальмгрен (швед. Finn Adolf Erik Johan Malmgren; нар. 9 лютого 1895, Гетеборг — пом. червень 1928, Арктика) — шведський геофізик, учасник кількох океанографічних і арктичних експедицій, автор робіт з фізичних і хімічних властивостей морського льоду.

## Біографія
З 1912 по 1916 рік навчався в Уппсальському університеті. Пізніше працював в метеорологічному інституті в Уппсалі і гідрографічному інституті. Мальмгрен брав участь в арктичній експедиції на кораблі «Мод» разом з Руалем Амундсеном і Гаральдом Свердрупом в 1922–1925 роках та в експедиції на дирижаблі «Норвегія» під командуванням Умберто Нобіле на Північний полюс в 1926 році.
Мальмгрен був одним з учасників експедиції Нобіле в Арктику 1928 року на дирижаблі «Італія». 25 травня відбулася катастрофа дирижабля. З шістнадцяти членів екіпажу семеро загинули, а ті, що залишилися, в тому числі Мальмгрен, були викинуті на лід. При цьому Мальмгрен ушкодив плече. 30 травня Мальмгрен і два італійських штурмани Філіппо Цаппі і Адальберто Маріано вийшли з табору, щоб, діставшись до бухти Конгсфьорд на Шпіцбергені, повідомити про катастрофу. Імовірно 15 червня виснажений Мальмгрен сказав супутникам, що у нього немає сил йти далі, і ті на прохання самого Мальмгрена залишили його.
Цаппі і Маріано були знайдені радянським льотчиком Чухновським і прийняті на борт криголама «Красін» 12 липня. Тіло Мальмгрена не було знайдено, хоча повідомлялося, що радянський пілот за день до порятунку італійців бачив їх разом поруч з лежачим на льоду тілом. Оскільки, за описом очевидців, Цаппі після порятунку добре виглядав і носив теплий одяг Мальмгрена, існує точка зору, що Мальмгрен міг бути з'їдений.
У радянсько-італійському фільмі Михайла Калатозова «Червоний намет» (1969) роль Фінна Мальмгрена виконав Едуард Марцевич.
Двоюрідною сестрою Фінна Мальмгрена (по матері, уродженою Мальмгрен) була художниця Віра Стравінська.